# USS Mahnomen County
El USS Mahnomen County (LST-912) fue un buque de desembarco de tanques de la clase LST-542 construido para la Armada de los Estados Unidos durante la Segunda Guerra Mundial. Después participaría en la Guerra de Vietnam hasta su accidente. Como muchos de su clase, no recibió nombre y se lo conoce correctamente por la designación de su casco. Más tarde recibió el nombre del condado de Mahnomen, Minnesota, y fue el único buque de la Armada de los Estados Unidos que llevó ese nombre.

## Hundimiento
El 3 de diciembre, el Mahnomen County partió de Kaohsiung con destino a Vietnam y atracó en Chu Lai el día 18. El 30 de diciembre, las olas de 5,5 m (18 pies) y los fuertes vientos del tifón Pamela lo empujaron hacia tierra. Los intentos de reflotar el LST naufragado durante enero de 1967 no tuvieron éxito. El Mahnomen County fue eliminado del Registro Naval de Buques el 31 de julio de 1967 y, despojado de todos los materiales recuperables, su casco fue demolido por el Destacamento de Apoyo de la Armada en Chu Lai.